# Haren (Groningen)
Haren este o comună și o localitate în provincia Groningen, Țările de Jos. 

## Localități componente
Essen, Glimmen, Haren, Noordlaren, Onnen.